# ディック・アドフォカート
ディック・アドフォカート（本名：ディルク・ニコラース・アドフォカート、Dirk Nicolaas "Dick" Advocaat, 1947年9月27日 - ）は、オランダ出身の元サッカー選手、現サッカー指導者。愛称はリトル・ジェネラル（小さな将軍）。

## 経歴

### 選手時代
選手時代はオランダのクラブチームを転々とし、キャリアの終盤はアメリカでプレー。

### 指導者時代
1979年に引退して以降は指導者としての道を歩み、ハーレムやSVVを経て、1992年にリヌス・ミケルス率いるオランダ代表のアシスタントコーチに就任。1993年のワールドカップ予選からは監督としてチームを率い、1994年のワールドカップ・アメリカ大会では怪我でマルコ・ファンバステンを欠き、ルート・フリットが戦術に対する考えの違いから代表入りを拒否、それでも準々決勝進出し、優勝したブラジルに2-3と善戦したが、準決勝には進めなかった。
その後、PSVアイントホーフェンやレンジャーズを指揮。2002年1月からルイス・ファン・ハールの後を受けて、オランダ代表監督に再就任。EURO2004では準決勝進出を果たしたが、2004年7月に辞任した。ボルシアMG、アラブ首長国連邦（UAE）代表監督を経て、2005年9月からドイツW杯まで韓国代表を率いていた。
EURO2004グループリーグの大一番チェコ戦では、大活躍したアリエン・ロッベンをベンチに下げて逃げ切りを図ったが、守勢に回り逆転負けを喫した。地元メディアから皮肉を込めて「防衛大臣」のあだ名を贈られ、国民の批判で大会後の監督辞任に至ることになった（事実上の解任）。
韓国代表監督を経て、2006-07シーズンからはロシア・プレミアリーグ、FCゼニト・サンクトペテルブルクの監督に就任。その時に、ドイツW杯で指導した韓国代表選手3名をゼニトへ加入させている。
2007-08シーズンのUEFAカップではオリンピック・マルセイユ、バイエル・レバークーゼン、バイエルン・ミュンヘンといった強豪を破り、弱小とみられていたゼニトを優勝に導いた。
2009年7月、2010年1月にベルギー代表監督に就任することが発表されたが、ゼニト監督を解任されたため、2009年10月に就任した。同年12月にはAZアルクマールの監督に就任し、二足の草鞋を履いた。
2010年4月、ベルギー代表監督を退いた。同年6月末にロシア代表監督を退任するフース・ヒディンク監督の後任として、ロシアサッカー連合（RFU）と4年契約を結んだ。
2015年3月17日、イングランド・プレミアリーグのサンダーランドとシーズン終了までの契約で監督に就任した。5月20日、アーセナルとアウェーで0-0で引き分け、1試合を残してプレミアリーグ残留を決めた。1週間後に辞任と監督業からの引退を発表した。しかし6月4日、引退を撤回し、1年契約を結んだ。
2016年8月17日、トルコ・スュペル・リグのフェネルバフチェと1年契約を結び監督に就任した。
2017年5月9日、成績不振を理由にオランダ代表監督を解任されたダニー・ブリントの後継に就任。2018 FIFAワールドカップロシア大会予選途中から指揮をとることとなったが、10月10日にプレーオフ圏内となる2位のスウェーデン代表の勝ち点を上回れないことが確定し、オランダ代表は出場を逃した。
2017年12月25日、スパルタ・ロッテルダムと2017-18シーズン終了までの契約で監督に就任した。2018年5月20日、昇格/降格プレーオフ決勝でFCエメンに1-3で敗北し、エールステ・ディヴィジ降格となった。
2018年9月12日、FCユトレヒトと2018-19シーズン終了までの契約で監督に就任した。
2019年10月30日、フェイエノールトと2019-20シーズン終了までの契約で監督に就任した。2019年11月3日、就任最初の試合はアウェーでVVVフェンローに3-0で勝利した。
2021年7月31日、スレチコ・カタネッツの後任としてイラク代表監督に就任。
2022年11月28日、ADOデン・ハーグの監督に就任した。

## タイトル

### 指導者時代
SVVスキーダム
- エールステ・ディヴィジ：1回（1989-90）

PSVアイントホーフェン
- エールディヴィジ：1回（1996-97）
- KNVBカップ：1回（1995-96）
- ヨハン・クライフ・スハール：3回（1996、1997、2012）

レンジャーズFC
- スコティッシュ・プレミアリーグ：2回（1998-99、1999-2000）
- スコティッシュカップ：2回（1998-99、1999-2000）
- スコティッシュリーグカップ：1回（1998-99）

FCゼニト・サンクトペテルブルク
- ロシアン・プレミアリーガ：1回（2007）
- UEFAカップ：1回（2007-08）
- UEFAスーパーカップ：1回（2008）